# MG 34

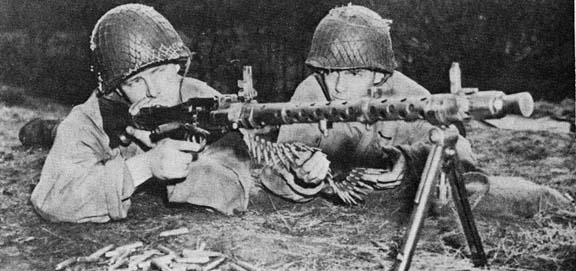
MG34 ukořistěný Američany

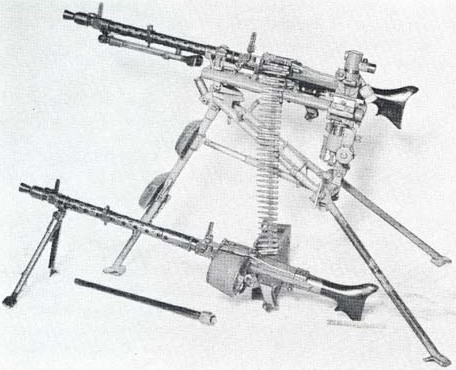
MG 34 jako univerzální kulomet v lehkém a těžkém provedení

Maschinengewehr 34, zkráceně MG 34, byl německý kulomet hojně používaný za druhé světové války německým Wehrmachtem. Používán byl hlavně v první polovině války, později byl nahrazen vylepšeným typem MG 42.

## Historie
Lehký kulomet MG 34 byl zaveden do výzbroje německé armády v roce 1934. Hromadná výroba se rozběhla ve zbrojovce Mauser dva roky poté. V době druhé světové války tento kulomet vyrábělo několik německých továren, rakouská firma Steyr a také Zbrojovka Brno. Výroba probíhala až do roku 1945. Jeho konstrukce využívala patentů Louise Stangeho. Zásobování municí probíhalo nábojovým pásem nebo z bubnového zásobníku.

## Popis
MG 34 střílí z otevřeného závěru, Uzamčení závěru funguje na principu krátkého zákluzu hlavně s uzamčením pomocí rotačního závorníku. Pro rychlejší a spolehlivější funkci zbraně je hlaveň opatřena zesilovačem zpětného rázu, který zároveň plní funkci tlumiče zášlehu. Hlaveň zbraně bylo možné rychle vyměnit. Spoušť s dělenými jazýčky umožňovala střelbu jednotlivými ranami.

## Obsluha

### Těžký kulomet
podle předpisu z roku 1938 byla obsluha zbraně v těžkém provedení tvořena šesti muži v sestavě:
- velitel kulometu (optický zaměřovač, schránka s náhradní hlavní, schránka s 250 náboji, pistole P.08, binokulární dalekohled, kompas, polní lopatka, úhloměr, sluneční brýle, velitelská brašna)
- první vojín - miřič (MG 34, sumka s nářadím, pistole P.08, polní lopatka)
- druhý vojín (lafeta kulometu, pistole P.08, polní lopatka)
- třetí vojín (2 schránky po 250 nábojích, schránka s náhradní hlavní, řemen pro schránky MG 34, puška K 98k, polní lopatka)
- čtvrtý vojín (2 schránky po 250 nábojích, schránka s náhradní hlavní, brašna s plničkou, řemen pro schránky MG 34, puška K 98k, ženijní kleště)
- pátý vojín (schránka s 250 náboji, nosič se dvěma bubnovými schránkami po 50 nábojích, lafetový adaptér vz.34 nebo další schránka s 250 náboji, řemen pro schránky MG 34, puška K 98k, ženijní sekera

### Lehký kulomet
Podle předpisu z roku 1938 byla obsluha zbraně v lehkém provedení tvořena čtyřmi muži v sestavě:
- první vojín - miřič (MG 34, sumka s nářadím, pistole P.08, polní lopatka, sluneční brýle
- druhý vojín (2 schránky po 250 nábojích, schránka s náhradní hlavní, řemen pro schránky MG 34, pistole P.08, polní lopatka, sluneční brýle
- třetí vojín (2 schránky po 250 nábojích, řemen pro schránky MG 34, puška K 98k, polní lopatka
- čtvrtý vojín (nosič se dvěma bubnovými schránkami po 50 nábojích, trojnožka vz.34, plnička, pistole P.08, polní lopatka

Se změnou taktiky byly v průběhu války počty mužů obsluhy postupně redukovány. Například v četě pěchoty z počátku roku 1941 byly v lehké verzi čtyři kulomety, přičemž kromě střelce tvořili tým už jen dva nosiči munice.

## Doplňky
V lehkém provedení kromě dvojnožky umístitelné do přední nebo střední polohy náležela ke zbrani rovněž trojnožka k protiletadlové palbě.
V těžkém provedení byl kulomet umístěn na lafetě vz. 34 s nástavcem pro protiletadlovou palbu. K lafetě byla zbraň upevněna prostřednictvím čepů u spušťadla a objímkou u hledí. Střelbu bylo možno vést stiskem páky na rukojetích. Při střelbě byl zpětný ráz tlumen třemi pružinami. Na lafetu bylo možno umístit záměrný dalekohled M.G. Zieleinrichtung s trojnásobným přiblížením. Lafeta byla později upravena, aby ji bylo možno použít rovněž pro kulomet MG 42.